# Susanna Clarke
Susanna Clarke (ur. 1 listopada 1959) – brytyjska pisarka fantasy.

## Życiorys
Urodziła się w Nottingham i spędziła dzieciństwo w wielu miejscowościach północnej Anglii i Szkocji. Studiowała filozofię, politologię i ekonomię w Oxfordzie. Pracowała kilka lat jako redaktor w wydawnictwie Simon & Schuster. Obecnie mieszka w Cambridge.
Zaczęła publikować opowiadania w latach 90. XX wieku. Jedno z nich, „Mr. Simonelli or the Fairy Widower”, otrzymało nominację do Nagrody World Fantasy. W 2004 roku została wydana jej pierwsza powieść Jonathan Strange i pan Norrell, za którą rok później otrzymała nagrodę Hugo i nagrodę World Fantasy).

## Twórczość

### Powieści
- Jonathan Strange i pan Norrell (2004))[1]
- Piranesi (2020)[1]

### Zbiory opowiadań
- Damy z Grace Adieu i inne opowieści („The Ladies of Grace Adieu and Other Stories”, 2006, wyd. pol 2007; ISBN 978-83-08-04063-8):
  - Wstęp pióra profesora Jamesa Sutherlanda, Dyrektora Studiów nad Sidhe na Uniwersytecie Aberdeen,
  - Damy z Grace Adieu („The Ladies of Grace Adieu”, 1996),
  - Wzgórze Pokus („On Lickerish Hill”, 1997),
  - Pani Mabb („Mrs Mabb”, 1998),
  - Książę Wellington gubi swojego konia („The Duke of Wellington Misplaces His Horse”, 1999),
  - Pan Simonelli lub wdowiec z Faerie („Mr. Simonelli or the Fairy Widower”, 2000)
  - Tom Brightwind lub jak zbudowano most elfów w Thoresby („Tom Brightwind, or How the Fairy Bridge was Built at Thoresby”, 2001),
  - Ściegi i hafty („Antickes and Frets”, 2004)
  - John Uskglass i węglarz z Kumbrii („John Uskglass and the Cumbrian Charcoal Burner”).

### Pozostałe krótkie dzieła
- Stopp't-Clock Yard (1996)
- The Dweller in High Places (2007) – audycja radiowa dla BBC Radio 7.